# Mindener Tageblatt
Das Mindener Tageblatt (MT) ist eine unabhängige, überparteiliche, lokal orientierte Tageszeitung. Sie erscheint in der ostwestfälischen Stadt Minden. Das Verbreitungsgebiet liegt in Altkreis Minden mit den Städten Petershagen und Porta Westfalica sowie der Gemeinde Hille. Mit einer eigenen Lokalredaktion ist das Mindener Tageblatt in Minden als einzige Tageszeitung präsent und tritt hier auch fast ohne Konkurrenz auf. Die verkaufte Auflage beträgt 21.270 Exemplare, ein Minus von 43,8 Prozent seit 1998.

## Geschichte

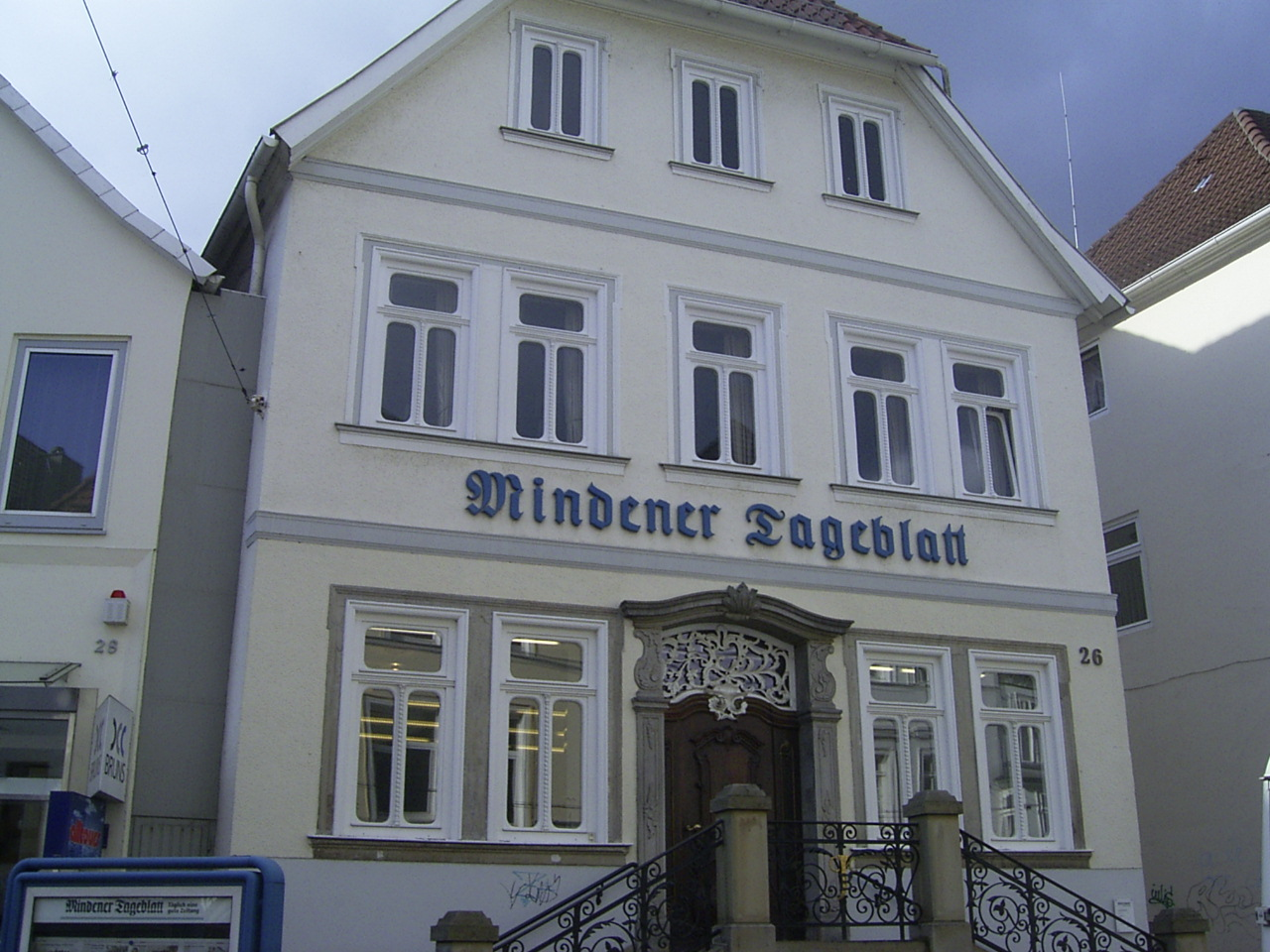
Der Hauptsitz in Minden, Obermarktstraße

Das Mindener Tageblatt wurde am 5. Juli 1856 von Johann Christian Conrad Bruns (10. Mai 1800–8. September 1877) gegründet, der aus Hannover stammte und 1833 die 1816 gegründete Buch- und Steindruckerei des Rudolf Eduard Bösendahl in Minden gekauft hatte. Ab diesem Datum erschien es zweimal pro Woche unter dem Namen Minden-Lübbecker Kreisblatt in den beiden Altkreisen Lübbecke und Minden, außerdem im Herforder Raum und in Schaumburg-Lippe. Die Zeitung hatte damals eine Auflage von 2200 Exemplaren und wandte sich bei kleinen Preisen hauptsächlich an untere Sozialschichten. Auch gab der Verlag erfolgreich Kalender heraus, so seit 1879 den „Deutschen Armee-Kalender“ und seit 1884 den „Illustrierten deutschen Bürger- und Bauernkalender für Stadt und Land“, die mit Kalendern anderer Verleger in Minden spätestens 1938 und 1939 Minden zur größten Kalenderstadt machten.
Seit 1919 trägt das MT seinen heutigen Namen. 1930 holte der kinderlose Max Bruns seinen Neffen Hansheinrich Thomas (1904–1977) in die Redaktion, der bald Chefredakteur wurde und den Auf- und Ausbau des Verlages und seiner Zeitung zu seinem Lebenswerk machte. 1941 wurde der Bote an der Weser übernommen. Die Familie Bruns schaffte es durch kontinuierliche drucktechnische Veränderungen, das Blatt zu verbessern und in der Region zu verankern. Besonders schwierig wurde dies nach dem Zweiten Weltkrieg, da die Briten die Druckerei für ihre Zwecke nutzen und erst 1947 völlig leer wieder freigaben, woraufhin am 1. Dezember 1949 die erste Nachkriegsausgabe erschien. Das späte Wiedererscheinen des Blattes, das 1943 unter Druck der Nationalsozialisten eingestellt werden musste, brachte einen erheblichen Wettbewerbsnachteil, da die Zeitungen der sog. Lizenzpresse schon 1946 wiedererschienen. Doch es konnte sich wieder etablieren und begann ab 1967 mit dem Farbdruck. 1972 wurde aus Platzgründen ein neues Druckhaus am Trippeldamm gebaut. Hier wurde auch vom 1. Juli 2013 bis zum 1. Juli 2021 die in Nienburg beheimatete Tageszeitung Die Harke gedruckt. Seit dem 31. Mai 2021 wird hier die Lippische Landes-Zeitung gedruckt.
2004 übernahm der Verlag des Mindener Tageblatts den bis dahin zweimal wöchentlich erschienenen Vlothoer Anzeiger, der anschließend täglich erschien. 2012 stellte das Mindener Tageblatt dieses Engagement ein, nachdem zum Schluss noch 1600 Titel täglich verkauft wurden. Die direkte Konkurrenz, das Westfalen Blatt für Vlotho, verkaufte in der Region seine Zeitung im Monatsabo von 11,30 Euro.
Überregional lieferte das Mindener Tageblatt seit 2000 die Nachrichten für die benachbarte Lokalzeitung Vlothoer Anzeiger. Seit Juli 2012 erscheint diese – zuvor zur Zeitungsgruppe von Dirk Ippen gehörende – Zeitung jeden Samstag im MT-Verlag J.C.C. Bruns und wird kostenlos an alle Haushalte in Vlotho und im angrenzenden Kalletal verteilt. Die eigene Redaktion in Vlotho betreute auch die täglich aktualisierte Internetpräsenz. Vom Januar 2004 bis Juni 2012 erschien der Vlothoer Anzeiger als Tageszeitung, zuvor zweimal wöchentlich. Danach erschien der Vlothoer Anzeiger bis zu seiner endgültigen Einstellung am 28. Juni 2014 nochmals als Wochenzeitung.
Nachdem der direkte Konkurrent im Kreis Minden-Lübbecke sein Erscheinen eingestellt hat, hat das Mindener Tageblatt für weite Bereiche des Kreises ein Monopol.
Heute unterhält die Zeitung mit einem 35-köpfigen Redaktionsstab (bei etwa 130 Mitarbeitern insgesamt) eine Vollredaktion, die im Jahr etwa 9000 Seiten einschließlich der überregionalen Anteile produziert. Insgesamt erreicht die Jahresproduktion 13.000 Seiten (also etwa 4000 Seiten Werbung) bei etwa 300 Ausgaben.
Über ein eigenes Vertriebsnetz wird das Mindener Tageblatt von rund 300 Zeitungsboten ausgeliefert. Im Internet sind die wesentlichen Inhalte der Zeitung zugänglich.

## Auflage
Das Mindener Tageblatt hat wie die meisten deutschen Tageszeitungen in den vergangenen Jahren an Auflage eingebüßt. Die verkaufte Auflage ist in den vergangenen 10 Jahren um durchschnittlich 3,9 % pro Jahr gesunken. Im vergangenen Jahr hat sie um 4,3 % abgenommen. Sie beträgt gegenwärtig 21.270 Exemplare. Der Anteil der Abonnements an der verkauften Auflage liegt bei 96,6 Prozent.
| 1998  | 1999  | 2000  | 2001  | 2002  | 2003  | 2004  | 2005  | 2006  | 2007  | 2008  | 2009  | 2010  | 2011  | 2012  | 2013  | 2014  | 2015  | 2016  | 2017  | 2018  | 2019  | 2020  | 2021  | 2022  | 2023  | 2024  |
| ----- | ----- | ----- | ----- | ----- | ----- | ----- | ----- | ----- | ----- | ----- | ----- | ----- | ----- | ----- | ----- | ----- | ----- | ----- | ----- | ----- | ----- | ----- | ----- | ----- | ----- | ----- |
| 37837 | 37816 | 37425 | 37310 | 37171 | 36807 | 36425 | 35957 | 35393 | 35402 | 35547 | 34939 | 34753 | 33972 | 33987 | 33280 | 32315 | 31223 | 30598 | 29792 | 28986 | 28325 | 27296 | 26904 | 24008 | 22699 | 21727 |

## Layout
Das Layout der Zeitung wurde zuletzt am 4. November 2014 geändert. Einher ging damit eine weitreichende inhaltliche Neugestaltung.
Die Zeitung wird weiterhin im Berliner Format gedruckt. Die Titelseite enthält in der Neuform nur noch ein Topthema aus der Überregionalen und aus dem lokalen Themenbereich, ergänzt im oberen Teil durch ein mehrspaltiges Solofoto. Die Seite 2 wird zur Dialogseite mit Platz für Kommentare, den Leserbriefe, einem oder mehreren Kurzinterviews, den Reaktionen von Lesern aus sozialen Netzwerken, einem Foto des Tages oder eine Karikatur, der Zahl des Tages, sowie historischen Zeitungsseiten. Die Seite 3 wird eine monothematische Seite sein.

## Redaktion
Seit dem 1. Mai 2025 ist Nina Könemann Chefredakteurin des Mindener Tageblatts. Davor hatte erst zum Januar 2025 Dirk Balus die Chefredaktionen von Mindener Tageblatt und Lippischer Landeszeitung zusammen übernommen. Nur vier Monate nach der Übernahme der Chefredaktion durch Baldus gaben die beiden Verlage bekannt, dass „der ursprüngliche Plan, die redaktionelle Leitung beider Titel aus einer Hand zu führen (...) in der Praxis herausfordernd gewesen“ sei, „vor allem wegen der räumlichen Distanz“ Chefredakteur Benjamin Piel hatte die Redaktion vom 1. Juni 2018 bis zum 31. Dezember 2024 geführt. Er war Nachfolger von Christoph Pepper, der diesen Posten zuvor 27 Jahre lang innehatte.
Im Jahr 2013 ist der langjährige Leiter der Lokalredaktion Hans-Jürgen Amtage aus der Redaktion ausgeschieden. Die Lokalredaktion wurde ab dem 1. Juli 2013 von Hartmut Nolte und Monika Jäger geleitet. Ab dem 1. Januar 2021 haben die damals stellvertretende Chefredakteurin Nina Könemann und der bisherige stellvertretende Lokalleiter Henning Wandel die Leitung übernommen und dafür die Ressorts Lokales, Digitale Inhalte und Kultur zusammengelegt.